# Papa Don't Preach
"Papa Don't Preach" är en låt framförd av den amerikanska popartisten Madonna och utgiven som den andra singeln från hennes tredje studioalbum True Blue den 11 juni 1986. Låten är skriven av Brian Elliot med ytterligare text av Madonna, och producerad av Madonna och Stephen Bray.
B-sidan "Ain't No Big Deal" var tidigare outgiven. Singeln släpptes i Storbritannien den 23 juni samma år.

## Format och låtlistor
| - 7"-vinylsingel 1. "Papa Don't Preach" – 4:27 2. "Ain't No Big Deal" – 4:12 - 7"-vinylsingel – Japan 1. "Papa Don't Preach" – 4:27 2. "Think of Me" – 4:54 - CD video 1. "Papa Don't Preach" (LP Version) – 4:27 2. "Papa Don't Preach" (Extended Remix) – 5:43 3. "Pretender" (LP Version) – 4:28 4. "Papa Don't Preach" (Video) – 5:00 | - 12"-vinylsingel – USA 1. "Papa Don't Preach" (Extended Remix) – 5:43 2. "Pretender" (LP Version) – 4:28 - 12"-vinylsingel – Tyskland, Storbritannien 1. A1."Papa Don't Preach" (Extended Version) – 5:45 2. B1."Ain't No Big Deal" – 4:12 3. B2."Papa Don't Preach" (LP Version) – 4:27 - CD-maxisingel – Tyskland, Storbritannien (1995) 1. "Papa Don't Preach" (Extended Version) – 5:45 2. "Ain't No Big Deal" – 4:12 3. "Papa Don't Preach" (LP Version) – 4:27 |

## Medverkande
- Brian Elliot – låtskrivare
- Madonna – sång, ytterligare sångtext, producent
- Stephen Bray – producent, trummor, keyboard
- Reggie Lucas – producent av "Ain't No Big Deal"
- David Williams – kompgitarr
- Bruce Gaitsch – elgitarr
- John Putnam – akustisk gitarr, elgitarr
- Fred Zarr – ytterligare keyboard
- Johnathan Moffett – slagverk
- Billy Meyers – stråkarrangemang
- Siedah Garrett – bakgrundssång
- Edie Lehmann – bakgrundssång

Medverkande är hämtade ur albumhäftet till True Blue.

## Listplaceringar och certifikat
| Lista (1986)                   | Högsta position |
| ------------------------------ | --------------- |
| Australien                     | 1               |
| Belgien (VRT)                  | 1               |
| Kanada                         | 1               |
| Nederländerna                  | 2               |
| Frankrike                      | 3               |
| Västtyskland                   | 2               |
| Irland                         | 1               |
| Italien                        | 1               |
| Nya Zeeland                    | 3               |
| Norge                          | 1               |
| Spanien                        | 4               |
| Sverige                        | 6               |
| Schweiz                        | 2               |
| Storbritannien                 | 1               |
| USA Billboard Hot 100          | 1               |
| USA, Hot Adult Contemporary    | 16              |
| USA, Hot Dance Music/Club Play | 4               |
| Österrike                      | 4               |

| Lista (1986)                   | Högsta position |
| ------------------------------ | --------------- |
| Österrike                      | 21              |
| Kanada                         | 13              |
| Nederländerna                  | 13              |
| Italien                        | 1               |
| Schweiz                        | 14              |
| US Billboard Hot 100           | 29              |
| USA, Hot Dance Music/Club Play | 29              |

| Land           | Certifikat |
| -------------- | ---------- |
| Frankrike      | Silver     |
| Storbritannien | Guld       |
| USA            | Guld       |